# Covor roșu
Un covor roșu este utilizat în mod tradițional pentru a marca traseul făcut de șefii de stat în ocazii ceremoniale și formale și a fost extins în ultimele decenii la utilizarea de către VIP și celebrități la evenimente formale. Cel mai lung covor roșu din lume măsoară 6.358,60 metri și a fost expus și utilizat pe străzile orașului Almería, Spania. Un astfel de eveniment a servit orașului din sudul Spaniei pentru a intra în Guinness World Records.

## Istoric
Cea mai veche referire cunoscută la un covor roșu în literatură este în piesa Agamemnon de Aeschylus, scrisă în 458 î.H. Când personajul din titlu se întoarce din Troia, el este întâmpinat de soția sa răzvrătită Clitemnestra, care îi oferă un covor roșu pentru a merge pe el:
Acum, dragilor mei, coborâți din carul tău și nu lăsați piciorul tău, domnul meu, să atingă Pământul. Slujitorii, să se răspândească în fața casei pe care nu se aștepta niciodată să o vadă, unde îl conduce Justiția, o cale purpurie.

Agamemnon, știind că doar zeii merg pe un astfel de lux, răspunde cu frică:
Sunt un muritor, un om; Nu pot călca în picioare aceste splendoare colorate fără frică aruncată în calea mea.